# Capone (nautica)
Il capone (più raramente cappone) è un paranco particolarmente possente, situato a prua della nave, destinato tipicamente a caponare l'ancora. Il cavo impiegato viene fatto passare attraverso un'apertura a prua, chiamata "occhio di cubìa", in modo da consentire nel modo migliore la demoltiplicazione dello sforzo tramite la gru di capone, situata a proravia della nave.
La sua rilevante capacità di carico è necessaria per la manovra di salpaggio delle ancore o per sollevare pesi particolarmente consistenti. 
Il nome deriva dal veneziano capón (de l’àncora), accrescitivo di "capo".